# Kap Van Rijswijck
Das Kap Van Rijswijck (französisch Cap Van Rijswijck; auch bekannt als englisch Ryswyck Point) ist eine Landspitze am östlichen Ende der Anvers-Insel im westantarktischen Palmer-Archipel. Sie markiert die südliche Begrenzung der Einfahrt von der Gerlache-Straße in den Schollaert-Kanal.
Entdeckt wurde das Kap bei der Belgica-Expedition (1897–1899) unter der Leitung des belgischen Polarforschers Adrien de Gerlache de Gomery. Dieser benannte das Kap nach dem belgischen Politiker Jan Van Rijswijck (1852–1906), Bürgermeister von Antwerpen von 1892 bis 1906 und Sponsor der Expedition.